# Disque d'or (album Dalida)
Disque d'or è una raccolta della cantante italo-francese Dalida, pubblicata nel 1981 da Carrere.

## Tracce
Lato A
1. Quand je n'aime plus je m'en vais
2. Il pleut sur Bruxelles
3. Rio do Brasil
4. Comme disait Mistinguett
5. Monday Tuesday, Laissez-moi danser
6. Il faut danser reggae

Lato B
1. Nostalgie
2. Americana
3. Chanteur des années 80
4. Fini, la comédie
5. Gigi in Paradisco
6. Le Lambeth Walk